# Fenton John Aylmer
Pour les articles homonymes, voir Aylmer.
Fenton John Aylmer (5 avril 1862 à Hastings – 3 septembre 1935), 13e baronnet, est un militaire britannique.

## Biographie
Lors de la campagne de Hunza-Naga en Inde, Aylmer a 29 ans et sert comme capitaine dans le Corps of Royal Engineers. En 1891, on lui décerne la Victoria Cross. Il prend part à l'expédition Chritral en 1895. Il est promu lieutenant général et durant la Première Guerre mondiale, il essaie de mettre fin au siège de Kut.
En tant que général, Aylmer prend la tête du Tigris Corps formé de la 7e Division indienne, de la 12e Division indienne et d'autres petites unités militaires. Il aurait eu plus de 20 000 hommes. Ils quittent Bassora à la fin décembre 1915 et arrivent à Sheikh Sa'ad le 3 janvier 1916. Pendant que la 12e Division (sous le commandement du général Gorringe) fit diversion en se postant près de Nasiriyeh, la 7e (sous le commandement du General Younghusband) entreprit un assaut direct contre les positions ottomanes le 6 janvier lors de la bataille de Sheikh Sa'ad. Après deux jours de combat, l'armée ottomane se retira. Les Britanniques comptent 4 000 blessés dans leurs rangs, dépassant les capacités des unités médicales.
Les troupes ottomanes sous le commandement de Colmar Freiherr von der Goltz se retirèrent à seulement 6 miles en amont de la rivière et occupèrent d'autres positions défensives près du pont de Suwaikiya Marshes. Un assaut britannique sur cette position le 13 janvier remporte un succès mitigé : la position est prise mais de nombreuses pertes sont à déplorer.
Une troisième division est ajoutée au Tigris Corps d'Aylmer, la 3e Division indienne. Cette nouvelle division attaque avec la 7e Division les ouvrages défensifs ottomans à Hanna le 21 janvier. C'est un échec, les Ottomans gardent l'avantage dans leurs tranchées, 2 700 soldat britanniques sont tués ou blessés.
Après que la 13e Division a été renforcée, les troupes se reposent et sondent parallèlement les positions défensives ottomanes. L'épuisement de la garnison du général Townshend à Kut fait qu'Aylmer lance finalement deux attaques prolongées contre les Ottomans, la première dans la redoute de Sinn Abtar et l'autre lors de la bataille de Dujaila le 7 mars 1915. Les deux attaques se révèlent être des échecs dus au manque d'initiative et à l'incapacité de coordonner les deux assauts. Les Britanniques comptent 4 000 pertes.
Fenton Aylmer fut remplacé par George Gorringe. Il ne commande plus de bataille par la suite et prend sa retraite en 1919, gardant néanmoins le commandement des Royal Engineers de 1922 jusqu'à sa mort.

## Distinctions
- Chevalier commandeur de l'Ordre du Bain

## Sources
- http://www.kcl.ac.uk/lhcma/locreg/AYLMER1.shtml
- http://www.1914-1918.net/meso_bat9.htm
- Irish Winners of the Victoria Cross, Richard Doherty & David Truesdale, 2000
- Monuments to Courage, David Harvey, 1999
- The Register of the Victoria Cross, This England, 1997
- The Sapper VCs, Gerald Napier, 1998